# Bruno Maida
Bruno Maida (Torino, 10 gennaio 1964) è uno storico italiano.

## Biografia
Esperto di storia contemporanea, dal 2020 è professore di Storia contemporanea presso il Dipartimento di Studi Umanistici presso l'Università degli Studi di Torino, specializzato in Storia dell'Infanzia, per cui detiene l'unica cattedra in Italia. I suoi studi sono principalmente incentrati sulla storia contemporanea dell'Italia con particolare attenzione sul periodo fascista, la seconda guerra mondiale e la Resistenza italiana; sulla storia della sua città natale, Torino, e sulla persecuzione ebraica in Italia durante la guerra.

## Opere
- Prigionieri della memoria. Storia di due stragi della Liberazione, Franco Angeli, 2002.
- La stampa del regime. Le veline del Minculpop per orientare l'informazione (con Nicola Tranfaglia), Bompiani, 2005.
- Non si è mai ex deportati. Una biografia di Lidia Beccaria Rolfi, UTET, 2008.
- La Shoah dei bambini. La persecuzione dell'infanzia ebraica in Italia (1938-1945), Einaudi, 2013, ISBN 978-88-062-4297-8.
- La Shoah in Piemonte, Ed. Capricorno, 2016.
- L'infanzia nelle guerre del Novecento, Einaudi, 2017, ISBN 978-88-062-5867-2.
- La nascita del fascismo a Torino. Dalla fine della Grande Guerra alla strage del XVIII dicembre 1922, (con Nicola Adduci e Barbara Berruti), Ed. Capricorno, 2020, ISBN 978-88-7707-458-4.
- I treni dell'accoglienza. Infanzia, povertà e solidarietà nell'Italia del dopoguerra 1945-1948, Einaudi, 2020, ISBN 978-88-062-4636-5.